# Thomas Annmo
Thomas Annmo, ursprungligen Tomas Erland Annmo, född 10 augusti 1952 i Sundbyberg, är en svensk sångare (tenor).
Annmo studerade vid Musikhögskolorna i Göteborg och Stockholm. Efter studierna har han varit engagerad vid Kungliga Operan, Folkoperan,  Malmö Musikteater och Stockholms Operettensemble. Han är verksam som konsertsångare i Sverige och utomlands.
Thomas Annmo är far till Joel Annmo.

## Filmografi
- 1987 – Aida
- 1990 – Solmomentet